# Guitarra fimbriata
Guitarra fimbriata är en svampdjursart som beskrevs av Carter 1874. Guitarra fimbriata ingår i släktet Guitarra och familjen Guitarridae. Inga underarter finns listade i Catalogue of Life.